# Carcellia lena
Carcellia lena är en tvåvingeart som först beskrevs av Richter 1980.  Carcellia lena ingår i släktet Carcellia och familjen parasitflugor. Inga underarter finns listade i Catalogue of Life.